# Velsumka
Velsumka je středně těžké plemeno kura domácího, s kombinovanou užitkovostí pro produkci vajec i drůbežího masa.Velsumky jsou známé jako otužilé, nenáročné, „přátelské“ slepice vhodné na dvorky i do výběhů. Je typická válcovitým trupem a výrazným břichem, jemnou hlavou a menším hřebenem. Atraktivní jsou také svým zbarvením, které patří do řady divokých kreseb. Chová se v hlavně ve zbarvení rezavě koroptví, dále také ve zbarvení modré rezavě koroptví, rezavě oranžové, modré rezavě koroptví a ve stříbrném koroptvím stříbroprsém.
Trup velsumek je vodorovně nesený, válcovitý, břicho je široké, plné a hluboké. Ocas je nasazený pod úhlem 45°, přechod zádi v ocas je plynulý. Hřeben kohouta je středně velký, u slepic malý, jednoduchý, vzpřímený, s 5–6 pravidelnými zuby a praporkem, který nepřiléhá k týlu. Ušnice jsou středně velké, červené, laloky krátké a zaoblené. Peří je přilehlé, jemné struktury, bez podušek. Zobák a běháky jsou žluté.
Snášejí velká tmavší vejce. Snáška velsumek podle vzorníku je 140–160 vajec za rok.